# Pagagan
Pagagan is een bestuurslaag in het regentschap Pamekasan van de provincie Oost-Java, Indonesië. Pagagan telt 2097 inwoners (volkstelling 2010).